# Station Westkreuz
Westkreuz is een station van de S-Bahn van Berlijn, gelegen aan de rand van stadsdeel Charlottenburg, niet ver van de Berlijnse stadsringweg. Het werd geopend op 10 december 1928 en is net als station Ostkreuz een kruisingsstation met twee niveaus: boven stoppen treinen over de Ringbahn, beneden treinen over de van oost naar west lopende Stadtbahn. Station Westkreuz dankt zijn belang vrijwel geheel aan zijn overstapfunctie, aangezien het in een zeer dunbevolkt gebied ligt. Het beurs- en tentoonstellingsterrein bevindt zich weliswaar nabij, maar wordt beter ontsloten door de stations Messe Nord/ICC en Messe Süd.
Op de plaats waar nu station Westkreuz ligt ontstond aan het eind van de 19e eeuw een omvangrijk spoorwegknooppunt dat de Ringbahn (geopend 1877) verbond met de Stadtbahn en de richting Potsdam verlopende Wetzlarer Bahn (beide geopend in 1882). In 1907 kwam de Spandauer Vorortbahn, aftakkend van de Stadtbahn, daar nog bij. Via de zogenaamde Nordringkurve en Südringkurve konden stadstreinen komend van het op de Stadtbahn gelegen station Charlottenburg hun weg vervolgen over de Ringbahn. Daarnaast vonden ook goederentreinen en langeafstandstreinen in de reizigersdienst hier hun weg.
In 1926 begon men op de kruising van de Stadtbahn en de Ringbahn met de bouw van nieuw station, dat een rechtstreekse overstap tussen de stadsdiensten over beide lijnen mogelijk zou maken. Op 10 december 1928 kwam het station in gebruik, aanvankelijk onder de naam Ausstellung, maar sinds januari 1932 onder zijn huidige naam Westkreuz. Het aantal overstappers tussen de in dezelfde periode geëlektrificeerde stadslijnen (sinds 1930 verenigd in het S-Bahnnet) was vanaf het begin zeer hoog.
Het station werd ontworpen door de architect Richard Brademann, die eveneens tekende voor het in een toren ondergebrachte seinhuis in de noordwestelijke oksel van de spoorkruising. Brademann schiep een 161 meter lange en 22 meter brede uit glas en staal opgetrokken hal waarin de sporen van de Ringbahn werden ondergebracht; de daaronder gelegen perrons van de Stadtbahn bevinden zich weliswaar in de openlucht, maar zijn over hun gehele lengte overkapt. Aan de noordwestzijde van het station verrees het toegangsgebouw, te bereiken via een voetgangersbrug vanuit de Ringbahnhal.
Het overstapstation Westkreuz maakte de verbindingssporen tussen Stadtbahn en Ringbahn min of meer overbodig. Men besloot de tijdens de Tweede Wereldoorlog verwoeste Nordringkurve dan ook niet te herbouwen. Het gunstige tij voor het station zou na de oorlog echter al snel keren. Vooral na de bouw van de Berlijnse Muur in 1961 werd de door de Oost-Duitse spoorwegen (Deutsche Reichsbahn) bedreven S-Bahn in West-Berlijn massaal geboycot, waardoor het aantal reizigers sterk afnam. Ook onder het West-Berlijnse personeel van de S-Bahn groeide de ontevredenheid, die zijn hoogtepunt bereikte met een staking in september 1980. Als gevolg van de staking sneed de DR fors in de toch al magere dienstregeling in het westen van de stad. Over de Stadtbahn reed nog maar een zeer beperkt aantal treinen en de al jaren verwaarloosde Ringbahn zou helemaal niet meer bediend worden.

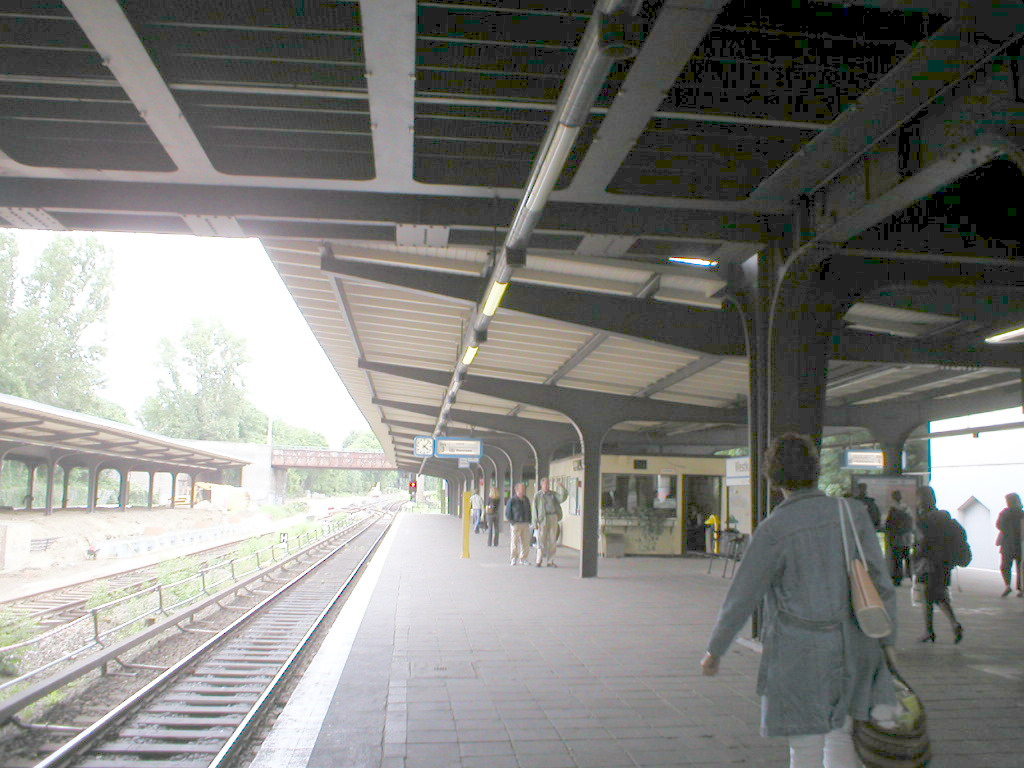
Het zuidelijke, reeds gerenoveerde Stadtbahnperron in 2004; de werkzaamheden aan het noordelijke perron waren op dat moment nog aan de gang.

In 1984 nam het West-Berlijnse stadsvervoerbedrijf BVG de exploitatie van het westelijke S-Bahnnet over van de Deutsche Reichsbahn. Een aantal trajecten werd weer in dienst genomen, zo gingen er weer treinen rijden van Friedrichstraße via Westkreuz naar Station Berlin-Wannsee. De Ringbahn bleef echter voorlopig buiten gebruik. In september 1989, twee maanden voor de val van de Muur, maakte men alsnog een begin met de sanering van de Ringbahn, die uiteindelijk pas vier jaar na de val van de Muur, op 17 december 1993, heropend zou worden. Voor de heropening van de Ringbahn had station Westkreuz, dat onder monumentenbescherming staat, een omvangrijke renovatie ondergaan. Vanwege de slappe bodem ter plaatse waren al tijdens de bouw problemen ontstaan. Tussen 1991 en 1993 werden het toegangsgebouw en de al vrijwel sinds het begin scheef staande seinhuis daarom gesloopt. De verzakte hal van de Ringbahn was al eerder, tussen 1968 en 1976, hydraulisch opgetild en van een nieuwe fundering voorzien en werd aan het begin van de jaren negentig voor de tweede maal aangepakt.
In 2004 begon de sanering van de Stadtbahn. De beide perrons op het onderste niveau van station Westkreuz werden in het kader van deze operatie volledig herbouwd. De werkzaamheden werden afgesloten in 2006, op tijd voor het wereldkampioenschap voetbal.
Station Westkreuz wordt bediend door alle S-Bahnlijnen over de Stadtbahn, te weten S3, S5, S7 en S9 en de Ringbahnlijnen S41, S42 en S46. Het station kent hierdoor rechtstreekse verbindingen met vrijwel alle uithoeken van de stad, onder meer Spandau, Wannsee, Potsdam, de Alexanderplatz, Neukölln, Prenzlauer Berg, luchthaven Schönefeld en alle belangrijke spoorwegstations van Berlijn, waaronder Hauptbahnhof, Gesundbrunnen en Südkreuz. Westkreuz is dan ook als vanouds een druk overstapstation. Overigens werd het station ook korte tijd bediend door regionale treinen: tussen juni 1994 en mei 1997 vertrokken vanaf een provisorisch houten perron naast de hal van de Ringbahn dieseltreinen richting Nauen en Wustermark.